# Barrage de régulation de Port
Le barrage de régulation de Port est un barrage situé en Suisse sur le cours de l'Aar entre Brügg et Port.

## Description
Le barrage a été construit afin de réguler le niveau d'eau des trois lacs (Neuchâtel, Morat et Bienne). De plus il assure un passage routier au-dessus du canal de Nidau-Büren entre Brügg et Port, une écluse permet de franchir le dénivelé d'eau dû au barrage. Ce barrage fournit aussi de l'hydroélectricité.

## Histoire
Les travaux de la première correction des eaux du Jura avaient pour but de faire des trois lacs un ensemble hydraulique capable d'écrêter les crues de l'Aar, pour ce faire l'Aar fut détournée dans le lac de Bienne. Un premier ouvrage provisoire fut édifié à proximité de Nidau pendant les travaux, il fut remplacé par un autre barrage achevé en 1887. Cet ouvrage ne régulait que les eaux du canal de Nidau-Büren et pas les eaux de la Thielle, ainsi le niveau d'eau du lac de Bienne ne pouvait être complètement maîtrisé. Des crues exceptionnelles en 1910 mirent en évidence les faiblesses de cette situation.
Un nouveau barrage fut entrepris, avec pour but de maintenir un niveau d'eau dans le lac de Bienne en cas de période de basses eaux et de réguler le débit en cas de crues. Ce barrage construit entre 1936 et 1939 est l'actuel barrage de régulation de Port.
En 1995 une centrale électrique a été construite pour exploiter la chute d'eau. Elle a une production annuelle de 25 GWh.

## Hydrologie
Ce barrage régule le débit de l'Aar et de tous ces affluents situés en amont de Port. Cela représente un bassin versant total de 8 317 km2, dont 1 875 km2 pour les cours d'eau alimentant le lac de Neuchâtel (Thièle, Areuse, Seyon, etc.), 815 km2 pour les cours d'eau alimentant le lac de Morat (Broye, etc.) et 5 627 km2 pour les cours d'eau alimentant le lac de Bienne (Aar, Sarine, etc.).

### Source
- [PDF] Barrage de régulation de Port par l'Office de l'économie hydraulique du canton de Berne
- [PDF] Régulation du niveau des lacs du Pied du Jura en cas de crue par l'Office de l'économie hydraulique du canton de Berne